# The Red Road
The Red Road è una serie televisiva statunitense trasmessa dal 27 febbraio 2014 su SundanceTV.
La serie è stata cancellata appena dopo la messa in onda della seconda stagione.

## Trama
Lo sceriffo Harold Jensen cerca di tenere unita la sua famiglia, dopo i problemi di alcolismo della moglie. Nel frattempo deve occuparsi anche delle tensioni e i conflitti tra due comunità, quella in cui cresciuto e la tribù di nativi americani delle montagne Ramapo, non riconosciuta dal governo federale. Quando una tragedia colpisce la tribù Lenape, le due comunità si dividono ulteriormente, spetta ai leader delle due comunità cercare una difficile e delicata tregua.

## Episodi
| Stagione         | Episodi | Prima TV USA | Prima TV Italia |
| ---------------- | ------- | ------------ | --------------- |
| Prima stagione   | 6       | 2014         | inedita         |
| Seconda stagione | 6       | 2015         | inedita         |

## Personaggi
- Harold Jensen, interpretato da Martin Henderson.
È un ufficiale di polizia che sta indagando sulla scomparsa di uno studente sulle montagne del New Jersey, casa di una tribù di nativi americani.
- Phillip Kopus, interpretato da Jason Momoa.
È un carismatico e minaccioso ex detenuto, membro della tribù Lenape.
- Jean Jensen, interpretata da Julianne Nicholson.
È la moglie alcolista di Harold Jensen e madre di Rachel e Kate.
- Kate Jensen, interpretata da Annalise Basso.
È la figlia minore di Harold e Jean, cerca di mantenere la pace tra i membri della sua famiglia. Molto vicina a suo padre, è preoccupata per il rapporto conflittuale tra la madre e la sorella maggiore.
- Rachel Jensen, interpretata da Allie Gonino.
È la figlia adolescente di Harold e Jean. Ribelle e problematica, vive una storia d'amore con Junior, giovane membro della tribù Lenape.
- Junior Van Der Veen, interpretato da Kiowa Gordon.
È un membro della tribù Lenape che non ha mai conosciuto i suoi genitori, è stato cresciuto da Marie. Vive una storia d'amore con Rachel.
- Marie Van Der Veen, interpretata da Tamara Tunie.
È una dei leader della comunità Lenape. Ha allevato Junior fin da bambino, dopo essere rimasto orfano.
- Jack Kopus, interpretato da Tom Sizemore.
È il padre di Phillip, con cui ha un rapporto profondo e combattivo. È un pericoloso trafficante di droga di lunga data.
- Sky Van Der Veen, interpretata da Lisa Bonet.
È un membro della comunità Lenape, avvocato e un potente risorsa per il suo popolo. Cerca giustizia, dopo che un terribile crimine è stato commesso nei confronti di un membro della sua tribù.

## Produzione
La produzione della prima stagione è iniziata ad Atlanta il 19 agosto 2013, inizialmente con il titolo The Descendants. Il primo episodio è stato diretto da James Gray.
The Red Road è la seconda serie originale prodotta per Sundance Channel, dopo Rectify. A fine aprile 2014 la serie viene rinnovata per una seconda stagione.